# 鹿児島県専修学校一覧
鹿児島県専修学校一覧（かごしまけんせんしゅうがっこういちらん）は、鹿児島県の専修学校の一覧。

## 公立専修学校
文部科学省Webサイト内「公立専修学校一覧」より

### 鹿屋市
- 鹿屋市立鹿屋看護専門学校

### 日置市
- 鹿児島県立農業大学校

## 私立専修学校

### 鹿児島市
- 野村服飾専門学校
- 赤塚学園美容・デザイン専門学校
- 赤塚学園看護専門学校
- 鹿児島環境・情報専門学校
- 鹿児島中央看護専門学校
- 鹿児島外語学院
- 鹿児島高等予備校
- 鹿児島レディスカレッジ
- 鹿児島キャリアデザイン専門学校
- 鹿児島医療福祉専門学校
- 南九州医療事務医療秘書専門学校
- 鹿児島県医療法人協会立看護専門学校
- 公益社団法人鹿児島県歯科医師会立鹿児島歯科学院専門学校

- 鹿児島鍼灸専門学校
- 今村学園ライセンスアカデミー
- 鹿児島医療工学専門学校
- 鹿児島県美容専門学校
- 久木田学園看護専門学校
- 鹿児島医療技術専門学校

- 鹿児島県理容美容専門学校
- 鹿児島工学院専門学校
- KCS鹿児島情報専門学校
- 第一東大医進予備校（休校中）
- 鹿児島情報ビジネス公務員専門学校
- 北九州予備校鹿児島校
- 鹿児島公務員専修学校（休校中）

### 阿久根市
- 出水郡医師会広域医療センター附属阿久根看護学校

### 薩摩川内市
- 川内市医師会立川内看護専門学校

### 霧島市
- 鹿児島中央専門学校（休校中）
- たちばな医療専門学校
- 仁心看護専門学校
- 鹿児島第一医療リハビリ専門学校

### いちき串木野市
- 神村学園専修学校

### 奄美市
- 奄美看護福祉専門学校
- 奄美情報処理専門学校

### 姶良市
- 加治木看護専門学校